# EU Med Groep
De EU Med Groep, EuroMed 9, of MED9 (voorheen MED7; van EUropa Mediterraan), die in de media ook wel "Club Med" genoemd wordt, is een samenwerkingsverband van negen Zuid-Europese landen die lid zijn van de Europese Unie (EU). Het samenwerkingsverband bestaat uit Cyprus, Frankrijk, Griekenland, Italië, Malta, Portugal en Spanje. Tijdens de bijeenkomst in Athene op 17 september 2021, voegden Kroatië en Slovenië zich voor het eerst bij de voormalige MED7 landen. Alle negen landen zijn lid van de eurozone en, op Cyprus na, lid van de Schengenzone.
De landen komen samen om tot overeenstemming te komen over gemeenschappelijke kwesties voor een EU-top. Deze kwesties gaan onder meer over de effectieve bescherming van de buitengrenzen van de EU, veiligheid voor de inwoners, versterking van de samenwerking binnen de Mediterrane Unie en met andere Afrikaanse landen, het creëren van meer werkgelegenheid en economische groei en een betere aanpak van de Europese vluchtelingencrisis.

## Geschiedenis
Het samenwerkingsverband werd op 17 december 2013 opgericht in Brussel op initiatief van de ministers van Buitenlandse Zaken van Cyprus en Spanje, om zo tot een betere overeenstemming te komen over kwesties van gemeenschappelijk belang binnen de EU. De groep landen besliste om een jaarlijkse bijeenkomst op ministerieel niveau te houden.

### Europese legislatuur 2014–2019
De eerste ministeriële bijeenkomst vond plaats op 14 april 2014 in Alicante en de tweede vond plaats in februari 2015 in Parijs. In februari 2016 vond de derde ministeriële bijeenkomst plaats in Cyprus die ook bijgewoond werd door de secretaris-generaal van de Mediterrane Unie, Fathallah Sijilmassi. De buitenlandministers bespraken met hem veiligheids- en stabiliteitskwesties in Noord-Afrika en het Midden-Oosten en de aanpak van de Europese vluchtelingencrisis.
Op 9 september 2016 organiseerde de groep de eerste topconferentie van zuidelijke EU-landen in het Zappeion in Athene. Na de top werd de Verklaring van Athene ondertekend, waarin wordt opgeroepen om te investeren in de betreffende lidstaten om zo de jeugdwerkloosheid aan te pakken en de economische groei te ondersteunen, alsook tot nauwere EU-samenwerking op het gebied van veiligheid en migratie. In 2017, ging de tweede topconferentie door in het Koninklijk Paleis van El Pardo in Madrid. De derde top vond plaats op 29 januari 2019 in Nicosia en ging over de thema's energie, hervorming van de Eurozone, migratie, veiligheid, klimaatverandering en Brexit. De top was ook een voorbereiding op de geplande topontmoeting tussen de EU en de Arabische Liga die in Egypte plaatsvond eind februari 2019.

### Europese legislatuur 2019–2024
De leiders van de MED7 landen kwamen op 15 juni 2019 voor de zesde keer samen in Valletta, Malta. De zeven landen spraken er over de klimaatverandering, migratie en de Europese vluchtelingencrisis, Brexit, relaties met Afrika, de toekomst van de EU, de hervorming van de Eurozone en het Cyprus dispuut. De leiders schaarden zich in de Verklaring van Valletta achter het doel om tegen 2050 koolstofneutraal te zijn. Ze pleitten in de verklaring ook voor een "eurobegroting" en keurden daarnaast de principes van het minimumloon en sociale bescherming goed. Op vlak van migratie waren de zeven landen verdeeld, vooral door het huidige beleid van Italië om geen humanitaire boten met migranten meer te accepteren. Er werden daarom enkele principes afgesproken zoals het versterken van de buitengrenzen en de behoefte aan een gemeenschappelijk Europees migratiebeleid. Daarnaast bekritiseerde de huidige Italiaanse premier Giuseppe Conte het gebrek aan solidariteit tussen de lidstaten. De leiders spraken ook hun solidariteit en steun uit tegenover MED7-lid Cyprus vanwege het dispuut waarin het verwikkeld is met Turkije die het noordelijke deel van het eiland bezet en de olie- en gasrijke exclusieve economische zone van het zuidelijke deel van Cyprus claimt.
De zevende bijeenkomst vond plaats op 10 september 2020 in Porticcio, Corsica, en had betrekking op de gelijktijdige unilaterale activiteiten van Turkije in het oostelijke Middellandse Zeegebied.
In 2021 werd tijdens het bezoek van premier Janez Janša aan Griekenland aangekondigd dat Slovenië zich bij de groep zal aansluiten met steun van Frankrijk, Spanje en Griekenland.
Kroatië en Slovenië namen voor het eerst deel aan de bijeenkomst op 17 september 2021 in Athene. 

## Lidstaten
| Land        | Hoofdstad | Landcode | Oppervlakte (in km2) | Inwoners (2019) | BBP (2019) (US$ miljoen) |
| ----------- | --------- | -------- | -------------------- | --------------- | ------------------------ |
| Cyprus      | Nicosia   | CY       | 9.251                | 875.898         | 26.479                   |
| Frankrijk   | Parijs    | FR       | 640.679              | 67.813.396      | 2.938.271                |
| Griekenland | Athene    | GR       | 131.990              | 10.722.287      | 209.857                  |
| Italië      | Rome      | IT       | 301.338              | 60.359.546      | 2.106.287                |
| Kroatië     | Zagreb    | HR       | 20.271               | 4.067.500       | 65.217                   |
| Malta       | Valletta  | MT       | 316                  | 493.559         | 16.476                   |
| Portugal    | Lissabon  | PT       | 92.390               | 10.276.617      | 257.391                  |
| Slovenië    | Ljubljana | SI       | 56.594               | 2.084.301       | 59.132                   |
| Spanje      | Madrid    | ES       | 504.030              | 46.934.632      | 1.461.552                |

## Bijeenkomsten
- 09 september 2016 in Athene,  Griekenland
- 28 januari 2017 in Lissabon,  Portugal
- 10 april 2017 in Madrid,  Spanje
- 10 januari 2018 in Rome,  Italië
- 29 januari 2019 in Nicosia,  Cyprus
- 14 juni 2019 in Valletta,  Malta
- 10 september 2020 in Porticcio,  Frankrijk
- 17 september 2021 in Athene,  Griekenland
- 09 december 2022 in Alicante,  Spanje
- 29 september 2023 in Mdina,  Malta